# 내 생애 최악의 남자
"내 생애 최악의 남자"는 2007년에 개봉한 대한민국의 코미디 영화이다.

## 캐스팅
- 염정아 : 주연 역
- 탁재훈 : 성태 역
- 윤지민 : 미영 역
- 신성록 : 재훈 역
- 조희봉 : 정길 역
- 마동석 : 호섭 역
- 엄수정 : 경진 역
- 나경미 : 은숙 역
- 정인기 : 작가 역
- 오지은 : 광고회사 카피 역
- 양익준 : 광고회사 아트 역
- 하시은 : 광고회사 CD 역
- 박팔영 : 광고주 역
- 최재환 : 일웅 역
- 임영식 : 임대리 역
- 서영 : 배우 역
- 김승훈 : 출판사 김 과장 역
- 신현준 : 이혼 접수처 직원 역 (특별출연)
- 김선아 : 지나가는 행인 역 (특별출연)
- 신이 : 맞선녀 역 (특별출연)
- 김광규 : 맞선남 역 (특별출연)
- 이재훈 : 오달구 역 (특별출연)
- 김미려 : 시누이 역 (특별출연)